# Face à France
Face à France est une émission de télévision créée et produite par Thierry Ardisson et Catherine Barma, animée par Guillaume Durand, et diffusée du 20 septembre 1987 au 28 janvier 1988 sur la Cinq.
L'émission fait son retour le 20 octobre 2015 sur NRJ12. Pour cette nouvelle version, la présentation est assurée par Jean-Marc Morandini. Elle est diffusée en direct chaque mardi en deuxième partie de soirée.
L'émission s'arrête donc au bout de quatre émissions à la suite de désaccords entre Jean-Marc Morandini et la direction de NRJ 12 au sujet du traitement médiatique à faire des attentats du 13 novembre 2015 en France (voir Historique).

## Historique
L'émission se déroulait en direct, depuis le studio 17 de la SFP aux Buttes-Chaumont à Paris. Diffusée chaque dimanche à 15h30 dans le cadre de Dimanche 5, à partir du 20 septembre 1987. Grâce à son succès d'audience, il fut décidé de la diffuser chaque jeudi à 20 h 30 dès le 7 janvier 1988 mais sans connaître le même succès à cet horaire. Devenue moins attractive, Robert Hersant la jugea finalement trop chère et la supprima, contre l'avis de Carlo Freccero, le directeur des programmes de la Cinq. L'émission s'arrête le 28 janvier 1988 sur la Cinq.
Lors de la conférence de presse de rentrée 2015 de la chaine NRJ 12, Jean-Marc Morandini a annoncé relancer l'émission. Elle est diffusée le mardi en deuxième partie de soirée et en direct depuis le 20 octobre 2015.
Le 18 novembre 2015, l'épisode 5 n'est pas diffusé à cause de la déprogrammation de l'émission par NRJ12 à la suite de son opposition à la proposition de Jean-Marc Morandini qui voulait aborder le sujet des attentats du 13 novembre 2015 à Paris.
Le 25 novembre 2015, l'épisode 5 a été encore une fois déprogrammée par NRJ12 pour les mêmes raisons citées précédemment.
Le 27 novembre 2015, NRJ 12 annonce la déprogrammation définitive de l'émission, officiellement en raison de « l'actualité dramatique persistante »[réf. nécessaire]. Le patron de NRJ12 voulait privilégier les sujets légers tels que la téléréalité, ce qui ne correspondait pas au concept de départ de l'émission.

## Principe de l'émission
Face à France confrontait une personnalité invitée à un panel de 20 Français représentatifs de la population française sélectionnés par l'institut de sondage Louis Harris. Ceci permettait, au fil des questions du panel en plateau, de faire plus ample connaissance avec l'invité issu de l'industrie du spectacle (acteur ou chanteur), de l'économie ou de la politique. L'émission faisait aussi place à la musique accueillant 4 à 5 chanteurs de variétés par numéro, et des comiques interprétant des sketchs.
Dans sa version 2015, sur NRJ12, le principe reste le même mais le panel n'est plus composé que de 10 personnes, hommes et femmes, représentatifs de la population française. De plus, dans cette version, Adrien Rohard, présent en plateau, intervient de manière ponctuelle pendant l'émission pour lire les tweets des internautes. Puis à la fin de l'émission, Willy Rovelli, en direct sur le plateau, débriefe avec humour l'émission du jour aux côtés de l'un des invités et de Jean-Marc Morandini. L'émission démarre avec plus de 400 000 téléspectateurs avant de chuter pour les 2e et 3e numéro puis elle remonte à plus de 300 000 téléspectateurs pour la 4e soit près du double de la moyenne de la case qui est à 160 00 téléspectateurs

## Version la Cinq (1987-1988)

### Invités
| N° d'émission | Date       | Invités                                                                             | Variétés |
| ------------- | ---------- | ----------------------------------------------------------------------------------- | --- |
| 1             | 20/09/1987 | Jane Birkin, Alain Souchon, Marcel Bigeard, France Gall                             | William Sheller, Jean-Jacques Goldman, Jackie Quartz, André Lamy, Gipsy King                                                                                            |
| 2             | 27/09/1987 | Brigitte Lahaie, Roger Pierre, Jean-Marc Thibault                                   | Yves Duteil, Laurent Voulzy, Europe, Jean-Louis Aubert, Blues Trottoir                                                                                                  |
| 3             | 04/10/1987 | Richard Bohringer, Michel Jobert                                                    | Francis Lalanne, Phil Barney, Nilda Fernandez, Basia, Élisabeth Anaïs                                                                                                   |
| 4             | 11/10/1987 | Jacques Vergès, Gisèle Halimi, Cecilia Rodhe                                        | Bejo, Annie Cordy, Sylvie Joly, Bryan Adams, Paparazzi, Cathy Claret , Sandra                                                                                           |
| 5             | 18/10/1987 | Paul Belmondo - Jean Yanne - Eddie Barclay                                          | Indochine, Frédéric Chateau, Maurane, Daniel Lavoie, Léopold Nord, Johnny Clegg Sandra, Marijosé Alie, Elisabeth Anaïs ;                                                |
| 6             | 25/10/1987 | Christophe Lambert, Guy Béart - Rika Zaraï - Paul-Loup Sulitzer                     | Marc Lavoine, Pierre Bachelet, Denis Twist, Bruce Springsteen |
| 7             | 01/11/1987 | Bernard Mabille - Michel Drucker - Michel Boujenah                                  | Gérard Presgurvic, Hong Kong Syndikat, Passé Simple, Mory kanté, Marie Chevalier, Bill Baxter, Swing Out Sister, Diane Dufresne ,                                       |
| 8             | 08/11/1987 | Smaïn, Patrick Juvet, André Bergeron                                                | Chris Rea, Images, The Communards, Elsa, Raft, Pierre Vassiliu, Etienne Auberger                                                                                        |
| 9             | 15/11/1987 | Jacques Kauffman - Michel Rocard - Jacques Dutronc                                  | Residence Nocturne, Eddy Mitchell, Elsa, Spagna, Alain Chamfort, Patti Layne                                                                                            |
| 10            | 22/11/1987 | Harlem Désir - Francis Lalanne - François Léotard                                   | Mylène Farmer, Jil Caplan, Muriel Dacq, Lio, Portos, Gino Vannelli, Géraldine Danon, Guesch Patti, Graziella de Michele                                                 |
| 11            | 29/11/1987 | Michel Sardou, Nadine de Rothschild                                                 | Sheila, Jean-Louis Aubert, Hugues Aufray |
| 12            | 06/12/1987 | Guy des Cars - Jacques Séguéla - Jean-Marie Le Pen                                  | Julien Clerc, Brigitte Nielsen, François Feldman, Les Communards, Paul Anka, Corinne Charby, La fontaine Circus, Residence Nocturne, Maxime Leforestier                 |
| 13            | 13/12/1987 | Maud Marin - Yvette Roudy - Alice Sapritch                                          | Jean Guidoni, ABC, Chris Rea, Axel Bauer, Lliona Staller, Herbert Léonard, La Cicciolina, Vaya Con Dios                                                                 |
| 14            | 20/12/1987 | A. Moreau - Guy Montagné - Richard Berry - André Lajoinie                           | Vanessa Paradis, Herbert Léonard, Les Communards |
| 15            | 27/12/1987 |                                                                                     | Serge Gainsbourg, Peter Kaas, Mylène Farmer, Alain Chamfort, Gérard Presgurvic, Blues Trottoir, Rick Astley, Zoëlie, Elli Medeiros, Jacques Dutronc, Basia, Steve Allen |
| 16            | 07/01/1988 | Anthony Delon - Michel Sardou - Jacques Laurent - Annie Girardot                    | Gold, Eddy Mitchell, Bertignac et les Visiteurs |
| 17            | 14/01/1988 | Jeane Manson- Guesh Patti - André Lamy - Jean-Claude Brialy                         | Les Communards, Indochine, François Feldman, Patricia Kaas, Alain Chamfort                                                                                              |
| 18            | 21/01/1988 | Marie-Ange Laroche,, Jacques Toubon, Gilbert Trigano - Yves Lutbert - Pierre Arditi | Catherine Lara, Richard Gotainer, Grand orchestre du Splendid, Serge Gainsbourg, Jacques Dutronc, Philippe Lavil                                                        |
| 19            | 28/01/1988 | Danièle Gilbert - Georges Marchais - couple                                         | Yves Mourousi, Georges Marchais, Stephan Eicher, Mylène Farmer |

## Version NRJ12 (2015)

### Invités
| N° d'émission | Direct ou Enregistrée | Invités                                                  |
| ------------- | --------------------- | -------------------------------------------------------- |
| Émission no 1 | En Direct             | Frigide Barjot, Jean-Marie Bigard et Enora Malagré       |
| Émission no 2 | En Direct             | Évelyne Thomas et deux membres du groupe féministe Femen |
| Émission no 3 | En Direct             | Christine Boutin, Christophe Beaugrand et Périco Légasse |
| Émission no 4 | Enregistrée           | Cyril Hanouna, Benjamin Castaldi et Bruno Masure         |

### Audiences
| Chaîne | Présentateur        | Saison   | Horaire | Date de diffusion      | Audience | PDM   |
| ------ | ------------------- | -------- | ------- | ---------------------- | -------- | ----- |
| NRJ 12 | Jean-Marc Morandini | Saison 1 | 22 h 40 | Mardi 20 octobre 2015  | 380 000  | 3,5%  |
| NRJ 12 | Jean-Marc Morandini | Saison 1 | 23 h 05 | Mardi 27 octobre 2015  | 168 000  | 2,1 % |
| NRJ 12 | Jean-Marc Morandini | Saison 1 | 22 h 50 | Mardi 3 novembre 2015  | 153 000  | 1,6 % |
| NRJ 12 | Jean-Marc Morandini | Saison 1 | 22 h 45 | Mardi 10 novembre 2015 | 301 000  | 2,6 % |

Évolution du nombre de téléspectateurs (en milliers) de "Face à France" version NRJ12

## Programmes similaires
En 2004 sur France 2, Thierry Ardisson présente une nouvelle version intitulée « Opinion Publique », sans succès.
À partir du 21 septembre 2010 sur France 2, Guillaume Durand présente une émission inspirée par « Face à France », sous le titre de « Face aux Français ».

## Autour de l'émission
Le 27 octobre 2015, Norbert Tarayre devait être l'un des invités de l'émission mais M6 a interdit sa venue au dernier moment à la suite du conflit existant entre NRJ 12 et M6.
Le 3 novembre 2015, le magazine TV Mag révèle que 6 panélistes sur 10 sont déjà passés sur des plateaux de télévision.